# Чичиклия
Чичиклия (на украински: Чичиклія) е река в Украйна, десен приток на река Южен Буг, който протича през Одеска област и Миколаивска област на границата между Подолското възвишение и Причерноморската низина. Реката често се засушава в рамките на шест месеца годишно.
Реката е дълга 156 km и водосборният ѝ басейн е 2120 km2.